# Legeza Balázs (énekes)
Legeza Balázs (Győr, 1971 – 2013) magyar énekes, színész, pszichológus. A Cotton Club Singers énekese volt 1997-ig.

## Élete
1997 januárjáig a Cotton Club Singers énekese volt. Fellépett színészként a Győri Nemzeti Színházban. Pszichológia diplomát szerzett a szegedi egyetemen, és oktatott a Pécsi Tudományegyetemen. 2013-ban hunyt el.

## Színházi szerepei
A Színházi adattárban regisztrált bemutatóinak száma: 8.
| - Webber–Tim Rice: Jézus Krisztus szupersztár (1. pap) - Jókai–Böhm~Korcsmáros~Tolcsvay: A kőszívű ember fiai (2. huszár) - Móricz–Kocsák–Miklós: Légy jó mindhalálig (Csoknyai tanár úr) - Henry Keroul–Albert Barré: Léni néni (Don Pedro, rendőrkapitány) | - Lehár–Willner–Bodansky–Gábor A.–Szenes: Luxemburg grófja (Lakáj) - Davis–Yeston–Wright–Forest: Grand hotel (Ernst, konyhás) - Huszka–Martos Ferenc: Lili bárónő (Kocsis) - Csokonai: Özvegy Karnyóné, avagy a vénasszony szerelme (Karnyó, egy kalmár) |